# История на евреите в Иран
Историята на евреите в Иран започва в късната библейска епоха. Някои от последните книги на Библията споменават за живота на евреите в Ахеменидската империя, чиито владетели са хвалени за това, че разрешават връщането на евреите в Йерусалим в края на VI век пр.н.е. Еврейската общност в Иран съществува до наши дни, като е частично асимилирана и мнозинството ирански евреи говорят персийски език. След основаването на Израел през 1947 година мнозинството ирански евреи се изселват там, като днес в Иран живеят около 9 хиляди евреи.